# Københavns Lervarefabrik
Københavns Lervarefabrik var en lervarefabrik i Valby i København, som omkring 1900 var hjemsted for nogle af tidens mest nyskabende danske keramikere.
"Kjøbenhavns Leervarefabrik" blev grundlagt i 1876 og blev ikke længe efter, i 1878, overtaget af cand.pharm. Hans Tauber-Jensen (1836-1918), som tidligere havde arbejdet som fotograf og indehaver af Emil Ryes tidligere atelier i Aarhus.
G.A. Eifrig var leder af værkstedet hos Johan Wallmann i Utterslev, og i 1890 eller 1891 overtog han Københavns Lervarefabrik. I 1906 anlagde Københavns Lervarefabrik en filialfabrik ved Ølstykke Mose, hvor der under tørvelaget fandtes god pottemagerler.
Fra 1891 til 1904 var Thorvald Bindesbøll tilknyttet fabrikken, og i samme periode fik Joakim og Niels Skovgaard udført deres keramiske arbejder her, hvilket var med til at tiltrække andre kunstnere, såsom Susette Holten, der også kom fra Skovgaard-familien, Svend Hammershøi, Theodor Philipsen, Effie Hegermann-Lindencrone, Fanny Garde, Astrid Holm, Erik Schiødte, P.V. Jensen Klint og Elisabeth Feveile.
Fra 1915 udviklede Jais Nielsen keramik på fabrikken. I 1918 blev den nedlagt.